# Pedro Rocha
Pedro Virgilio Rocha Franchetti (Salto, 3 dicembre 1942 – San Paolo, 2 dicembre 2013) è stato un calciatore e allenatore di calcio uruguaiano.

## Carriera
Ha giocato, tra il 1961 ed il 1974, 52 partite con la nazionale uruguaiana e segnato 17 goal. È stato convocato per 4 mondiali consecutivi: 1962, 1966, 1970 (quarto posto), 1974 e per la Coppa America 1967 (primo posto).
A livello di club, ha giocato la maggior parte della sua carriera con le maglie del Peñarol (1959-1970), con cui ha vinto 3 Coppe Libertadores nel 1960, 1961 e 1966, una Coppa Intercontinentale (1966) e 8 campionati uruguaiani, e San Paolo (1970-1977), con cui ha conquistato due campionati paulisti (1971 e 1975) di cui è stato capocannoniere nel 1972.
Ha poi militato nel Coritiba (1978), vincendo un campionato paraneense, Palmeiras e Bangu (1979) in Brasile e Monterrey in Messico, dove ha chiuso la carriera.
Colpito da atrofia mesencefalica, una malattia degenerativa che gli impediva di parlare e muoversi autonomamente, è morto nel dicembre 2013 a 71 anni.

## Palmarès

### Giocatore

#### Club

##### Competizioni statali
- Campionato paulista: 2

San Paolo: 1971, 1975
- Campionato Paranaense: 1

Coritiba: 1978

##### Competizioni nazionali
- Campionato uruguaiano: 8

Penarol: 1959, 1960, 1961, 1962, 1964, 1965, 1967, 1968
- Campionato brasiliano: 1

San Paolo: 1977

##### Competizioni internazionali
- Coppa Libertadores: 3

Peñarol: 1960, 1961, 1966
- Coppa Intercontinentale: 2

Peñarol: 1961, 1966
- Supercoppa dei Campioni Intercontinentali: 1

Peñarol: 1969

#### Nazionale
- Campeonato Sudamericano de Football: 1

Uruguay 1967

#### Individuale
- Miglior giocatore del Campeonato Sudamericano de Football: 1

Uruguay 1967
- Capocannoniere del campionato brasiliano: 1

1972 (17 gol)
- Capocannoniere della Coppa Libertadores: 1

1974 (7 gol, a pari merito con Fernando Morena e Terto)